# محمد صدوقی
محمد صدوقی، زادهٔ ۱۲۸۸خ مجتهد شیعه ایرانی و امام جمعه شهر یزد بود که در ۱۱ تیر ۱۳۶۱خ توسط سازمان مجاهدین خلق ایران ترور شد. وی پس از این حادثه از سوی جمهوری اسلامی تحت عنوان «شهید صدوقی» و «چهارمین شهید محراب» نیز شناخته می‌شود.

## ابتدای زندگی
صدوقی در روز ۸ صفر ۱۳۲۷ در یزد به دنیا آمد. وی از نسل شیخ صدوق است پدرش ملاابوطالب و جد دوم او علامه ملا محمدمهدی کرمانشاهی بود که بر اثر درگیری با فتحعلی شاه قاجار به یزد تبعید شد. محمد صدوقی در ۷ سالگی پدر و در ۹ سالگی مادرش را از دست داد و پسرعمویش ـ ملامحمد کرمانشاهی (مدفون در یزد) ـ سرپرستی او را برعهده گرفت که بعدها صدوقی داماد وی شد.

## تحصیلات
تحصیلات علوم دینی را در مدرسه عبدالرحیم‌خان یزد آغاز کرد و در سن ۲۱ سالگی برای ادامه تحصیل به اصفهان رفت، اما پس از مدت کوتاهی به دلیل کمبود امکانات و سرمای بی‌سابقه اصفهان، به یزد بازگشت و یکسال بعد در سال ۱۳۴۹ به قم مهاجرت کرد و به تحصیل و بعد از آن تدریس در این شهر پرداخت. وی در درس شیخ عبدالکریم حائری یزدی، سید محمدتقی خوانساری وسید محمد حجت کوه‌کمری شرکت کرد و به درجه اجتهاد نائل شد.
وی در سال ۱۳۴۲ از حامیان روح‌الله خمینی بود و پس از پیروزی انقلاب، نماینده مردم یزد در مجلس خبرگان قانون اساسی و امام جمعه این شهر شد.

## ترور
در روز جمعه ۱۰ رمضان ۱۴۰۲ق برابر ۱۱ تیر ۱۳۶۱خ، یکی از اعضای سازمان مجاهدین خلق به نام رضا ابراهیم‌زاده، در عملیاتی انتحاری، پس از اقامه نماز جمعه به او نزدیک شد و پس از دست دادن، او را در آغوش گرفت. قبل از هر اقدامی در یک لحظه کمربند انتحاری نارنجکهای همراه فرد انتحاری (ابراهیم‌زاده) که به دور کمر خود بسته بود، منفجر شد. صدوقی و فرد مهاجم در دم کشته شدند و یکی از محافظان حلقه یک او به نام احمدرضا سلطانی، به دلیل اصابت ترکش از ناحیه کمر به پایین زخمی شد و بعد از آن نیز چهار زن بر اثر ازدحام جمعیت درگذشتند.
پیکرش در مسجد حظیره (روضه محمدیه) یزد دفن گردید.
در جریان پیامدهای اعلام نتایج انتخابات ریاست جمهوری ایران (۱۳۸۸) درب منزل وی به آتش کشیده شد که این اتفاق توسط گروه‌های اصلاح طلب و اصول‌گرا محکوم شد و همگی خواهان شناسایی عوامل این ماجرا شدند.

## استادان
- عبدالکریم حائری یزدی
- سید صدرالدین صدر
- سید محمدتقی خوانساری
- سید محمد حجت کوه‌کمری
- سید شهاب الدین مرعشی نجفی

## شاگردان
- محمدتقی جعفری
- مرتضی مطهری
- علی قدوسی
- احمد جنتی
- حسین شب زنده دار
- محمد فاضل لنکرانی
- یوسف صانعی
- سید هاشم رسولی محلاتی
- مجید جعفری‌تبار (نوه محمد صدوقی)